# 万金塔乡
万金塔乡，是中华人民共和国吉林省长春市农安县下辖的一个乡镇级行政单位。

## 行政区划
万金塔乡下辖以下地区：
万金塔村、天吉王村、五里堡子村、苇子沟村、临河村、城子村、德太兴村、黄家堡子村、陈家屯村、田家屯村、双山村、孟家粉房村、榆树林村、东拉拉屯村、太平桥村和赵家屯村。